# Neha Kakkar

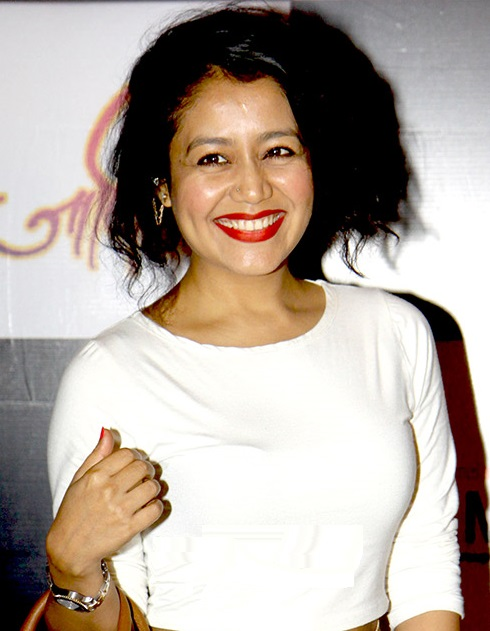
Neha Kakkar, 2015

Neha Kakkar (* 6. Juni 1988 in Rishikesh, Uttarakhand) ist eine indische Sängerin. Sie ist unter anderem für die von ihr gesungenen Titellieder für Bollywood-Produktionen bekannt.

## Leben
Kakkar verbrachte ihre ersten Lebensjahre in der Stadt Rishikesh, wo ihr Vater als Samosa-Verkäufer arbeitete. Gemeinsam mit ihren Geschwistern begann sie als Vierjährige bei religiösen Veranstaltungen Bhajans vorzuführen. Später zog die Familie in der Hoffnung, dass die Kinder dort Geld als Sänger verdienen können, nach Delhi um. Ihre Geschwister sind ebenfalls als Musiker tätig, ihre Schwester Sonu als Sängerin, ihr Bruder Tony als Produzent.
Im Jahr 2006 trat Neha Kakkar in der zweiten Staffel der Castingshow Indian Idol an, wo sie es unter die besten zwölf Teilnehmer schaffte. Nach ihrer Zeit bei der TV-Sendung begann sie Konzerte zu geben und 2008 folgte ihr Debütalbum Neha The Rockstar. Ihre Bollywood-Karriere in Mumbai, wohin sie gemeinsam mit ihrem Bruder zog, begann nach einem Angebot, ein Lied für den Film Meerabai Not Out einzusingen.
Kakkar ist bekannt als sogenannte Playback-Sängerin und sie singt Lieder ein, die in Filmen als Playback für die Schauspielerinnen verwendet werden. Nach ihrem Beitrag für Meerabai Not Out folgte 2009 ein Lied zur Bollywood-Produktion Blue. Für den 2012 veröffentlichten Blockbuster Cocktail sang sie Second Hand Jawani. Es kamen weitere Werke wie Dhating-Naach für den Film Phata Poster Nikhla Hero (2013), Sunny-Sunny, Aao Raja und Manali Trance. Mile Ho Tum, ein für den Film Fever entstandenes und im Sommer 2016 veröffentlichtes Duett mit ihrem Bruder Tony Kakkar, erreichte im Oktober 2020 auf YouTube über eine Milliarde Aufrufe. Des Weiteren veröffentlicht sie auch Lieder, die nicht für Filmproduktionen entstanden.
In der 2018 ausgestrahlten 10. Staffel von Indian Idol wirkte sie erstmals als Jurorin mit. Im gleichen Jahr gewann sie bei den BritAsia TV Music Awards in der Kategorie „bester Bollywood-Track des Jahres“ mit dem Lied Dilbar. Vom Forbes-Magazin wurde sie im Dezember 2020 aufgrund ihrer hohen Reichweite mit zu diesem Zeitpunkt 49 Millionen Instagram-Followern in der Liste der 100 asiatischen digitalen Stars aufgeführt.
Im Oktober 2020 heiratete sie den Schauspieler Rohanpreet Singh.

## Stil
Kakkar wird mit Bezug auf die kolumbianische Sängerin Shakira auch als „indische Shakira“ bezeichnet. Im Jahr 2014 wurde sie nach der Veröffentlichung der Lieder Sunny Sunny, London Thumakda und Manila Trance von der Times of India als perfekte Stimme für Dancenummern bezeichnet. Kakkar erhielt nach eigenen Aussagen keinen Gesangsunterricht.

## Diskografie

### Alben
- 2008: Neha The Rockstar

### Filmlieder (Auswahl)
- 2008: Hai Rama für Meerabai Not Out
- 2009: Blue Theme für Blue
- 2009: De Taali für Bald Ganesh 2
- 2010: Mera Item No. Ghazab Ka Ha und Pangaa Gang für Pangaa Gang
- 2011: Woh Ek Pal Chhina Kal für Not a Love Story
- 2012: Good Boys Bad Boys für Mr. Bhatti on Chutti
- 2012: Second Hand Jawani für Cocktail
- 2013: Good Boys Bad Boys für Sixteen
- 2013: Surmayee für Ammaa Ki Boli
- 2014: Sunny Sunny für Yaariyan
- 2014: London Thumakda für Queen
- 2014: Manali Trance für The Shaukeens
- 2015: Ek Do Teen Chaar für Ek Paheli Leela
- 2015: Aao Raja für Gabbar is back
- 2016: Humne Pee Rakhi Hai und Akkad Bakkad für Sanam Re
- 2017: Meri Mehandi und Maro Line für Patel Ki Punjabi Shaadi
- 2018: Dilbar für Satyameva Jayate